# Chinasat 12
O Chinasat 12, também conhecido por Zhongxing 12 (ZX-12), SupremeSat 1, Chinasat 15A e Zhongxing 15A (ZX-15A), antigamente denominado de Apstar 7B, é um satélite de comunicação geoestacionário chinês construído pela Thales Alenia Space que está localizado na posição orbital de 87,5 graus de longitude leste e é operado em conjunto pela China Satcom e SupremeSAT. O satélite é baseado na plataforma Spacebus-4000C2 e sua expectativa de vida útil é de 15 anos.

## História
A APT em abril de 2010 assinou um contrato de aquisição de satélite com a empreiteira Thales Alenia Space para a fabricação e entrega do satélite Apstar 7B, um satélite de comunicações geoestacionárias de alta potência baseado na plataforma Spacebus-4000C2 com 28 transponders em banda C e 23 em banda Ku.
Ao mesmo tempo, a APT também firmou um contrato de serviços de lançamento com empreiteiro de lançamento Corporação Industrial Grande Muralha da China para o fornecimento de lançamento e associado ao serviços do satélite Apstar 7B em um veículo de lançamento Longa Marcha 3B/G2 para ser lançado a partir do Centro Espacial de Xichang em Xichang na província de Sichuan. O plano inicial para o lançamento do satélite Apstar 7B era no dia 15 de julho de 2012 a 15 de outubro de 2012, no caso do lançamento do satélite Apstar 7 não fosse bem sucedido.
Como o Apstar 7 foi colocado com sucesso em serviço, o contrato do Apstar 7B foi transferido para a China Satcom como ZX-12 (Chinasat 12), uma operadora de satélite estatal em Pequim, que também precisava de nova capacidade, mas não tão rapidamente como a APT.
Parte da carga útil do satélite foi alugado para o Supreme Group do Sri Lanka e é comercializado como SupremeSat 1.
O satélite foi renomeado para Chinasat 15A (ZX-15A) e foi colocado na posição orbital de 51,5 graus leste até o Chinasat 15 (ZX-15) ser lançado.

## Lançamento
O satélite foi lançado com sucesso ao espaço no dia 27 de novembro de 2012, por meio de um veiculo Longa Marcha 3B/G2 lançado a partir do Centro Espacial de Xichang, na China. Ele tinha uma massa de lançamento de 5054 kg.

## Capacidade e cobertura
O Chinasat 12 está equipado com 28 transponders em banda C e 28 em banda Ku para fornecer serviços de comunicação comercial para a África, Europa, Oriente Médio, Ásia Central e na região da Ásia-Pacífico.